# Прапор Нової Шотландії
Прапор Нової Шотландії — один з символів канадської провінції Нової Шотландії, створений 1858 року.
На прапорі синій андріївський хрест на білому тлі — негатив прапора Шотландії (білий Андріївський хрест на синьому тлі). Посеред прапора розташовано геральдичний щит із золотим тлом давньофранцузької форми з червоним левом, який стоїть на задніх лапах, оточений подвійною королівською облямівкою (подвійна смужка, прикрашена геральдичними ліліями).
Прапор посідає 12те місце серед прапорів північноамериканських штатів і провінцій в огляді північноамериканської асоціації векселологів

Прапор Нової Шотландії.
Прапор Шотландії.
Прапор Нової Шотландії 1868-1929 років.
Геральдичний щит з герба королівства Шотландія
Герб королівства Шотландія до об'єднання з королівством Англія.
Герб шотландської колонії Нова Шотландія.

## Примітка
1. ↑  North American Vexillological Association. Архів оригіналу за 1 жовтня 2015. Процитовано 19 липня 2019.
2. ↑  Flag of Nova Scotia | Meaning, Colors & Symbol | Britannica. www.britannica.com (англ.). Процитовано 8 квітня 2025.